# Bi Skaarup
Bi Skaarup (née le 9 septembre 1952 à Copenhague, décédée le 15 mars 2014 dans la même ville) est une archéologue danoise, auteur, historienne de la gastronomie et lecteur.

## Biographie
De 1985 à 2006, elle travaille pour le musée de Copenhague comme conservatrice de musée, et est responsable des fouilles durant la construction du métro de Copenhague, expériences pour lesquelles elle écrivit de nombreux articles. Entre 1995 et 1996, elle participe au développement du restaurant médiéval Le cygne doré qui se trouve dans le musée en plein-air Middelaldercentret (en) à Nykøbing Falster.

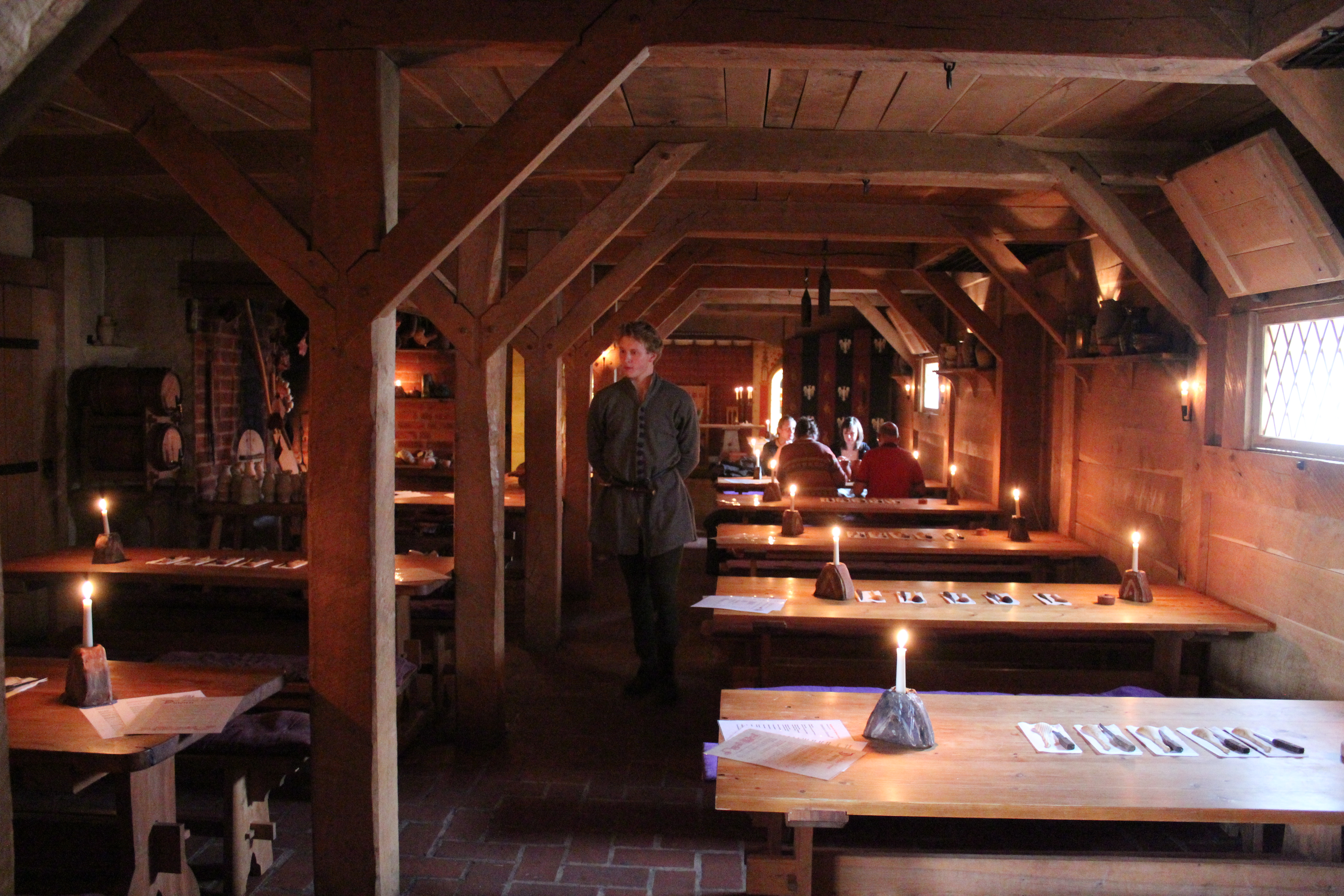
Le restaurant Le cygne doré à Middelaldercentret

En 2006, elle déménage à Falster avec son mari pour donner des cours et faire des ateliers de lecture à la cuisine historique du centre.
Elle est l'auteur de nombreux livres sur la cuisine ancienne du Danemark et est pour ceci nommée président de l'académie gastronomique danoise dont elle est membre depuis 1991. Elle participe avec Frantz Howitz à de nombreux programmes télévisés sur la cuisine ancienne, principalement sur la chaîne télévisé danoise dk4 (en).
Elle mène une activité de consulting, jusqu'à son décès en mars 2014 des suites d'une longue maladie. Elle est aujourd'hui reconnue comme une pionnière de l'histoire de la cuisine danoise.